# Minamoto no Yorimitsu

Minamoto no Yorimitsu (源頼光) (944-1021), também conhecido como Minamoto no Raikō, serviu os regentes do Clã Fujiwara junto com seu irmão Yorinobu, tomando medidas violentas que os próprios Fujiwara eram incapazes de impor. Ele é um dos primeiros membros do Clã Minamoto a ter importância histórica, por suas expedições militares. Também é conhecido por ter subjugado os bandidos de Ōeyama. 

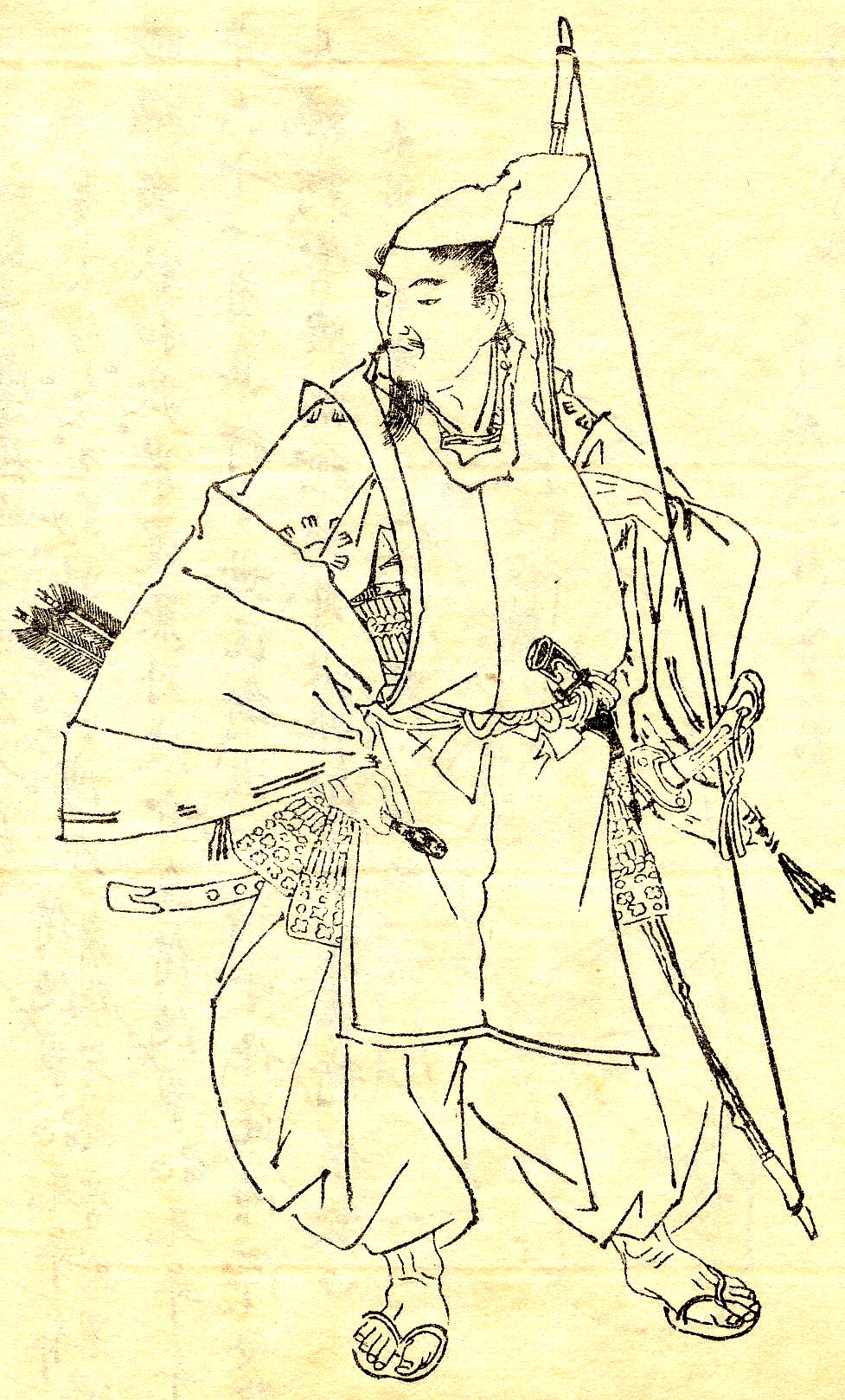
"Raikō", de Kikuchi Yōsai

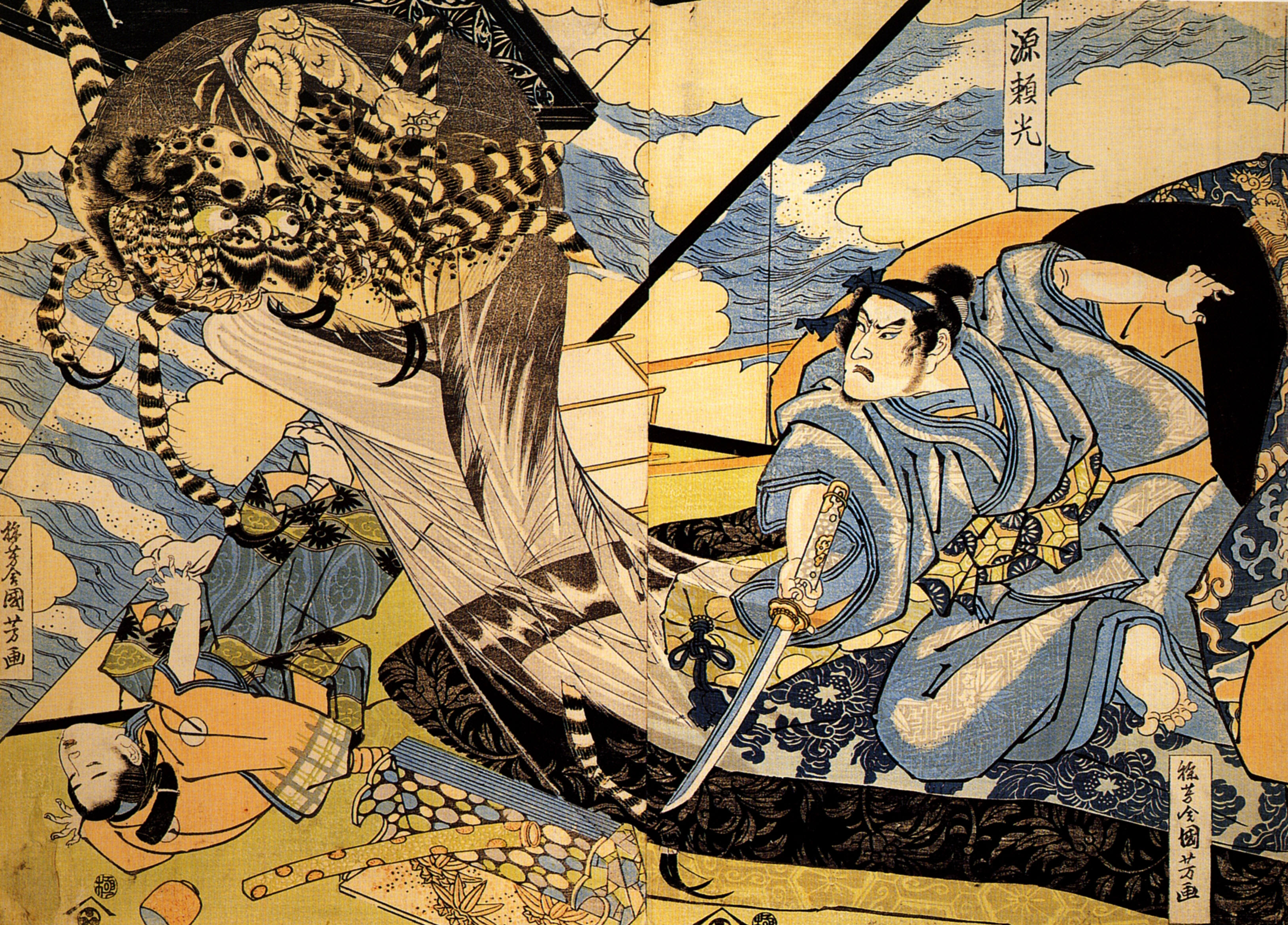
Minamoto Yorimitsu luta com Tsuchi-gumo, de Utagawa Kuniyoshi.

Sua lealdade lhe rendeu o governo das províncias de Izu e Kozuke, bem como um número de altas posições militares. Yorimitsu serviu como comandante de um regimento da guarda imperial e como secretário no Ministério da Guerra. Quando seu pai (Minamoto no Mitsunaka) morreu, ele herdou a Província de Settsu.
Yorimitsu é mencionado em inúmeros  contos e lendas, incluindo a lenda de Kintaro (o "Garoto de ouro", também conhecido como Sakata no Kintoki), a lenda de Shuten Doji e a lenda de Tsuchigumo.
Raiko normalmente é acompanhado por quatro servidores lendários, conhecidos como Shiten-nō, os "quatro guardiães do rei". Seus nomes eram Watanabe no Tsuna, Sakata no Kintoki, Urabe no Suetake e Usui Sadamitsu.